# الذراع (الظهار)

تعديل مصدري - تعديل

الذراع محلة تابعة لقرية منزل قاصد، التابعة لعزلة انامر بمديرية الظهار إحدى مديريات محافظة إب في الجمهورية اليمنية.، بلغ تعداد سكانها 124 حسب تعداد اليمن لعام 2004.